# Paratheocris obliqua
Paratheocris obliqua là một loài bọ cánh cứng trong họ Cerambycidae.